# Mason S. Stone

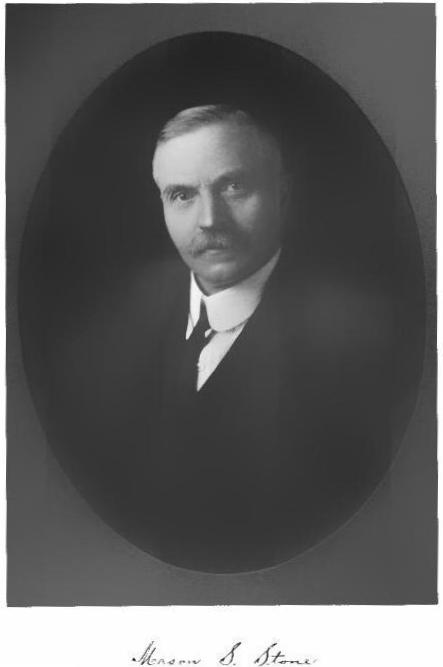
Mason S. Stone

Mason S. Stone (* 14. Dezember 1859 in Waterbury, Vermont; † 13. Juli 1940 in Montpelier, Vermont) war ein US-amerikanischer Erzieher, welcher als staatlicher Superintendent für Bildung arbeitete und von 1919 bis 1921 Vizegouverneur von Vermont war.

## Leben
Mason Sereno Stone wurde in Waterbury, Vermont geboren. Er arbeitete als Lehrer, Rektor und  Superintendent einer Schule. Er erwarb seinen Bachelor im Jahr 1883 und den Master im Jahr 1909, beide an der University of Vermont.
Als Vermonter Superintendent für Bildung arbeitete er von 1892 bis 1900. Zudem war er Mitglied des Verwaltungsrates der Norwich University, die ihm im Jahre 1909 den Ehrendoktor Doktor der Rechte verlieh.
Stone war von 1900 bis 1905 Superintendent für Bildung in Manila auf den Philippinen.
Im Jahr 1905 kehrte er in das Büro des Vermonter Superintendenten für Bildung zurück und arbeitete dort bis zum Jahr 1916.
Stone gewann die Wahl zum Vizegouverneur von Vermont als Mitglied der Republikanischen Partei von Vermont im Jahr 1918 und seine Amtszeit dauerte von 1919 bis 1921.
Im Jahr 1923 kandidierte er erfolglos um einen Sitz im Repräsentantenhaus der Vereinigten Staaten, er verlor die Vorauswahl der Republikaner gegen Ernest W. Gibson, der in das Repräsentantenhaus einzog.
Stone starb in Montpelier, Vermont am 13. Juli 1940.  Sein Grab befindet sich auf dem Montpelier's Green Mount Cemetery.

## Veröffentlichungen
Stone veröffentlichte zahlreiche Bücher, unter ihnen auch ein Buch über die Geschichte der Bildung in Vermont.
- The Geography, History, Constitution and Civil Government of Vermont 1915 (zusammen mit Edward Conant)
- History of Education in the State of Vermont, 1930